# Marcela Zsak
Marcela Zsak (nacida como Marcela Moldovan, Satu Mare, 3 de junio de 1956) es una deportista rumana que compitió en esgrima, especialista en la modalidad de florete.
Participó en tres Juegos Olímpicos de Verano, obteniendo una medalla de plata en Los Ángeles 1984, en la prueba por equipos (junto con Aurora Dan, Monika Weber-Koszto, Rozalia Oros y Elisabeta Guzganu), el séptimo lugar en Montreal 1976 y el noveno en Moscú 1980, en la misma prueba.
Ganó dos medallas de bronce en el Campeonato Mundial de Esgrima de 1977, en los años 1977 y 1978.

## Palmarés internacional
| Juegos Olímpicos   | Juegos Olímpicos             | Juegos Olímpicos  | Juegos Olímpicos    |
| Año                | Lugar                        | Medalla           | Prueba              |
| ------------------ | ---------------------------- | ----------------- | ------------------- |
| 1984               | Los Ángeles (Estados Unidos) | Medalla de plata  | Florete por equipos |
| Campeonato Mundial |                              |                   |                     |
| Año                | Lugar                        | Medalla           | Prueba              |
| 1977               | Buenos Aires (Argentina)     | Medalla de bronce | Florete por equipos |
| 1978               | Hamburgo (RFA)               | Medalla de bronce | Florete por equipos |